# Megachile silvestris
Megachile silvestris là một loài Hymenoptera trong họ Megachilidae. Loài này được Rayment mô tả khoa học năm 1951.